# Dendrotriton megarhinus
Dendrotriton megarhinus là một loài kỳ giông thuộc họ Plethodontidae.
Đây là loài đặc hữu của México.
Môi trường sống tự nhiên của chúng là vùng núi ẩm nhiệt đới hoặc cận nhiệt đới.